# Brecht Dejaegere
Brecht Dejaegere (Handzame, 29 de mayo de 1991) es un futbolista belga que juega de centrocampista en el K. V. Kortrijk de la Primera División de Bélgica.

## Clubes
| Club                    | País           | Año       |
| ----------------------- | -------------- | --------- |
| K. V. Kortrijk          | Bélgica        | 2010-2013 |
| K. A. A. Gante          | Bélgica        | 2013-2021 |
| Toulouse F. C. (cedido) | Francia        | 2020-2021 |
| Toulouse F. C.          | Francia        | 2021-2023 |
| Charlotte F. C.         | Estados Unidos | 2023-2024 |
| K. V. Kortrijk          | Bélgica        | 2024-     |

## Palmarés

### Títulos nacionales
| Título                      | Club           | País    | Año  |
| --------------------------- | -------------- | ------- | ---- |
| Primera División de Bélgica | K. A. A. Gante | Bélgica | 2015 |
| Supercopa de Bélgica        | K. A. A. Gante | Bélgica | 2015 |
| Copa de Francia             | Toulouse F. C. | Francia | 2023 |